# Vitaly Daraselia
Vitaly Daraselia, gruzínsky ვიტალი დარასელია (19. ledna 1957 Očamčyra – 13. prosince 1982 Zestaponi) byl gruzínský fotbalista, záložník, jenž reprezentoval někdejší Sovětský svaz. Jeho stejnojmenný syn je bývalý gruzínský fotbalový reprezentant. Byl po otci gruzínského a po matce abcházského původu. Zemřel při dopravní nehodě, když se jeho auto zřítilo z horského útesu do řeky.

## Fotbalová kariéra
V nejvyšší soutěži Sovětského svazu hrál za Dinamo Tbilisi a s týmem získal v roce 1978 mistrovský titul a v letech 1976 a 1979 i Sovětský fotbalový pohár. S Dinamem Tbilisi vyhrál v sezóně 1980/81 Pohár vítězů pohárů. V Poháru mistrů evropských zemí nastoupil ve 4 utkáních, v Poháru vítězů pohárů nastoupil v 18 utkáních a dal 3 góly a v Poháru UEFA nastoupil v 10 utkáních a dal 1 gól. Za reprezentaci Sovětského svazu nastoupil v letech 1978-1982 ve 22 utkáních a dal 3 góly. Byl členem reprezentace Sovětského svazu na Mistrovství světa ve fotbale 1982, nastoupil ve 4 utkáních.

## Ligová bilance
| Ročník                               | Zápasy | Góly | Klub           |
| ------------------------------------ | ------ | ---- | -------------- |
| Sovětská fotbalová Vysšaja liga 1975 | 13     | 0    | Dinamo Tbilisi |
| Sovětská fotbalová Vysšaja liga 1976 | 21     | 3    | Dinamo Tbilisi |
| Sovětská fotbalová Vysšaja liga 1977 | 18     | 2    | Dinamo Tbilisi |
| Sovětská fotbalová Vysšaja liga 1978 | 18     | 5    | Dinamo Tbilisi |
| Sovětská fotbalová Vysšaja liga 1979 | 33     | 7    | Dinamo Tbilisi |
| Sovětská fotbalová Vysšaja liga 1980 | 31     | 2    | Dinamo Tbilisi |
| Sovětská fotbalová Vysšaja liga 1981 | 33     | 2    | Dinamo Tbilisi |
| Sovětská fotbalová Vysšaja liga 1982 | 25     | 5    | Dinamo Tbilisi |
| CELKEM 1. liga                       | 192    | 26   |                |